# Santiago Giménez
Santiago Tomás Giménez (* 18. April 2001 in Buenos Aires, Argentinien), auch bekannt unter dem Spitznamen Chaquito (in Anlehnung an den Spitznamen seines Vaters, der „Chaco“ genannt wurde), ist ein mexikanischer Fußballspieler. Der Stürmer steht bei der AC Mailand unter Vertrag und ist Nationalspieler.

## Vereinskarriere
Der Sohn des ehemaligen argentinischen Fußballspielers Christian Giménez kam im Alter von 16 Jahren in einem Pokalspiel gegen die UANL Tigres zu seinem ersten Einsatz für den CD Cruz Azul, als er in der 86. Minute für Ángel Mena eingewechselt wurde. Sein Debüt in der mexikanischen Liga gab Giménez am 28. August 2019 in einem Auswärtsspiel beim Club Tijuana, das durch ein Tor von Erick Torres in der Nachspielzeit zu Gunsten der Gastgeber mit 2:3 verloren wurde. Zu diesem Zeitpunkt stand der in der 65. Minute ausgewechselte Giménez allerdings nicht mehr auf dem Platz.
Sein letztes Spiel für Cruz Azul vor seinem Wechsel zu Feyenoord bestritt er am 26. Juli 2022 in einem Auswärtsspiel bei Atlético San Luis, das torlos endete.
Sein Debüt für Feyenoord bestritt Giménez am 13. August 2022 in einem Heimspiel gegen den SC Heerenveen, in dem ebenfalls keine Tore fielen. Bereits im nächsten Heimspiel 14 Tage später gelang ihm sein erster Treffer in der niederländischen Liga, als er in der 85. Minute gegen den FC Emmen das 2:0 erzielte und damit seinen Verein, der am Schluss einen 4:0-Sieg einfuhr, endgültig auf die Siegerstraße gebracht hatte.
Ein besonders wichtiges Tor für seinen neuen Verein erzielte Giménez am 3. November 2022 im letzten Gruppenspiel der UEFA Europa League zum 1:0-Sieg gegen Lazio Rom. Durch diesen ungewöhnlichen Treffer – dem ein Zusammenstoß von Lazio-Verteidiger Patric mit seinem Torwart Provedel vorausgegangen war – gewann Feyenoord die Gruppe und konnte sich direkt für das Achtelfinale qualifizieren, während der Gegner aus Italien auf den dritten Platz abrutschte und in die Conference League verbannt wurde. Es war der insgesamt vierte Treffer des Mexikaners in diesem Turnier, der zuvor die beiden Tore beim 2:4 in Rom erzielte und einen weiteren Treffer zum 6:0-Sieg gegen den SK Sturm Graz beigesteuert hatte.
Im Februar 2025 wechselte Giménez nach Italien zur AC Mailand, wo er einen Vertrag mit einer Laufzeit bis zum Ende der Saison 2028/29 unterschrieb. Bereits fünf Tage nach seinem Transfer debütierte er für die Mailänder, als er im Ligaspiel gegen den FC Empoli für Tammy Abraham eingewechselt wurde und dabei auch sein erstes Tor für seinen neuen Verein erzielte. Individuell absolvierte er in der restlichen Saison 19 Pflichtspiele und erzielte dabei sechs Tore, stand jedoch nur neunmal in der Startelf. Für den Verein verlief die Spielzeit insgesamt enttäuschend: In der Zwischenrunde der Champions League scheiterte man trotz eines Tores von Giménez an seinem früheren Verein Feyenoord Rotterdam. Ebenso verpasste man in der Liga die Qualifikation für einen europäischen Wettbewerb und verlor das Pokalfinale gegen den FC Bologna.

## Nationalmannschaft
Seinen ersten Länderspieleinsatz bestritt Giménez am 27. Oktober 2021 in einem Freundschaftsspiel gegen Ecuador, das 2:3 verloren wurde. In seinem zweiten Länderspiel – einem Freundschaftsspiel gegen Chile, das 2:2 endete – erzielte Giménez seinen ersten Länderspieltreffer. 2023 gewann er mit der Auswahl Mexikos den CONCACAF Gold Cup und erzielte im Finale das 1:0 gegen Panama, das gleichzeitig den Endstand bedeutete. 2025 gewann er erneut den Gold Cup.

## Erfolge
Cruz Azul:
- Mexikanischer Meister: Guard1anes 2021
- Mexikanischer Pokalsieger: Aperura 2018
- Supercopa MX: 2019
- Leagues Cup: 2019
- Campeón de Campeones: 2021
- Supercopa de la Liga MX: 2022

Feyenoord Rotterdam
- Niederländischer Meister: 2023
- Niederländischer Pokal: 2024
- Niederländischer Supercup: 2024

Nationalmannschaft
- CONCACAF Gold Cup: 2023, 2025